# Johann Caspar Malsch
Johann Caspar Malsch (* 14. Dezember 1673 in Staffort; † 12. September 1742 in Karlsruhe) war der erste Karlsruher Geschichtsschreiber, Badischer Kirchenrat und Rektor des fürstlichen Gymnasium illustre Karlsruhe.

## Leben
Die Eltern Andreas und Margaretha Malsch, Leibeigene des Markgrafen von Baden-Durlach, gaben ihren erstgeborenen begabten Knaben Johann Caspar in die Obhut von Rektor Bulgowsky, der dem ungarischen Adel entstammte und das Durlacher Gymnasium Illustre leitete. Er wurde Famulus des Rectors und durchlief die 6 Klassen des Gymnasiums in nur 3 Jahren.
Als die Truppen Melacs im Pfälzer Erbfolgekrieg auch die Markgrafschaft verwüsteten, mussten Lehrer und Schüler des Gymnasiums fliehen. In den weiteren Kriegswirren kam Malsch schließlich nach Stuttgart. Mit seinen lateinischen Gedichten wurde er am damals herzoglichen Hof so beliebt, dass er ein zweijähriges Stipendium für die Universität Tübingen erhielt. Danach nahm ihn ein vornehmer Feldapotheker der durchreisenden kaiserlichen Truppen in seinen Dienst. Durch ihn kam Malsch in den Umkreis des Kaisers Karl VI., dem er eigene lateinische Werke vortragen durfte. Das Angebot einer höfischen Diplomatenlaufbahn um den Preis, zur römisch-katholischen Konfession zu konvertieren, lehnte der evangelisch erzogene Malsch jedoch ab.
Nach einem mehrjährigen Aufenthalt als Gymnasial-Lehrer im württembergischen Cannstatt und herzoglichem Stipendium zum Weiterstudium in Tübingen erreichte ihn der Ruf von Markgraf Friedrich Magnus, die „Beredsamkeit des Griechischen und der Geschichte“ in Durlach zu lehren. Er nahm aus Loyalität zum Markgrafen an und wurde später Pro-Rektor des Gymnasiums. Er wurde 1721 beauftragt, in Karlsruhe eine höhere Bildungsanstalt, das „Athenäum“, zu gründen, dem er auch drei Jahre vorstand. Doch dann entschied der Markgraf, das Gymnasium Illustre von Durlach nach Karlsruhe zu verlegen und mit dem Athenäum zu verschmelzen. Malsch wurde Rektor dieser Anstalt und „Wirklicher Kirchenrath“.

## Wirken
1728 gab Malsch die erste der zwei Ausgaben seines Kultur- und Wissenschaftsmagazins "Laternen der arbeitsfreien Nächte" in lateinischer Sprache heraus, welche die Geschichte von Karlsruhe, das damals erst 13 Jahre alt war, enthält.
Er erläutert, warum aus dem Plan eines Sommersitzes im Wald schließlich die Verlegung des Hauptsitzes der fürstlichen Regierung wurde. Den Grund sieht er im Wesentlichen darin, dass nach dem Ende des Spanischen Erbfolgekrieges 1714 die Staatskasse einen angemessenen Wiederaufbau der Karlsburg in Durlach nicht verkraften konnte.
Er war Hofpoet und Leibeigener des Markgrafen Karl Wilhelm von Baden-Durlach, was verstehen lässt, warum er den Markgraf über alle Maßen lobt und ihn sogar teilweise mit Göttern vergleicht. Allerdings war er auch ein Freigeist, so schrieb er, das Glück der Menschheit herrsche dort, wo man seine Meinung frei sagen und auch publizieren dürfe. In diesem Sinn wollte er seine Zeitschrift gründen. Als Anwalt von Bildung, Wissenschaft und Recht gehörte Malsch zu denen, die in der Zeit des Absolutismus den Aufbruch ins Zeitalter der Aufklärung forderten.